# 보루토
《보루토》(일본어: BORUTO-ボルト- -NARUTO NEXT GENERATIONS-)는 나루토 시리즈의 두 번째 이야기이다. 만화 나루토의 속편이기도 하다. 일본의 만화 잡지 《주간 소년 점프》에서 2016년 43호부터 한 달에 한 번씩 연재하고 있다. 2017년 4월 5일부터 2023년 3월 26일까지 TV 도쿄 계열에서 1부로 방영하고 있으며, 대한민국은 투니버스에서 2017년 7월 22일부터 자막으로 방영하고 있고, 한국어 더빙판은 같은 방영사에서 2019년 2월 11일부터 5월 7일까지 매주 월·화요일 저녁 9시에 방영했다.

## 줄거리
우즈마키 나루토의 아들인 우즈마키 보루토의 성장 스토리이다.

## 개요
나루토의 후속작이다. 휴우가 히나타와 결혼한 우즈마키 나루토가 낳은 아들 우즈마키 보루토가 주인공이다.

## 주요 등장 인물
우즈마키 보루토우즈마키 나루토와 휴우가 히나타의 아들이며 사라지는 나선환을 쓸 수 있다. 정안과 카마가 있다.
우즈마키 나루토본래 구미가 몸속에 있었으나 최근에 구미를 잃었다. 두꺼비 선인모드를 쓴다.
우즈마키 히나타 / 휴우가 히나타휴우가 네지의 동생이며 백안을 갖고 있다.
우치하 사라다우치하 사스케와 하루노 사쿠라의 딸이며 안경을 쓰고 있다. 사륜안(2구옥)을 소유하고 있다.
우치하 사스케우치하 이타치의 동생이며 만화경 사륜안과 윤회사륜안을 갖고 있다.
우치하 사쿠라 / 하루노 사쿠라의료닌자이며 백호의 인을 가지고 있다.
우즈마키 히마와리우즈마키 나루토와 휴우가 히나타의 딸이며 백안을 갖고 있다.
미츠키오로치마루의 아들이며 팔이 뱀처럼 늘어난다. 뱀선인모드를 쓴다.
카와키카마를 갖고 있으며, 팔이 닌자도구이다.

## 성우
- 임윤선 - 야키미치 쵸쵸 役
- 강새봄 - 카미나리몬 덴키 / 엔코 / 사루토비 미라이 役
- 소정환 - 덴키 아빠 / 코마메 / 핫사쿠 / 료기 役
- 정유정 - 이즈노 와사비 / 스미레 엄마 役
- 박시윤 - 스즈메노 나미다 役
- 강호철 - 나라 시카다이 役
- 심규혁 - 야마나카 이노진 役
- 정우석 - 나라 시카마루 役
- 서윤선 - 아부라메 시노 役
- 김가령 - 카게이 스미레 役
- 한신 - 유이노 이와베 役
- 윤미나 - 미타라시 앙코 / 쿠로이 하코 / 분탄 엄마 役
- 김다올 - 쿠와 / 겐 / 센카 타카나미 役
- 강성우 - 코우 / 가마고로 / 쿠로야기 타요리 / 타케토리 호우키 / 유루이 / 카구루마 役
- 김지율 - 히키미노 마기레 / 도슈 / 하치야 / 유리토 役
- 홍승효 - 코쿠보 렌가 / 부하 / 누에 / 료우기 아빠 役
- 이현 - 카와키 役
- 이상호 - 메탈 리 / 사유 役
- 이용신 - 쿠레나이 / 탄포포 役
- 김도희 - 아히루 / 니토라 役
- 김기흥 - 이루카 / 제츠(백) 役
- 권성혁 - 사루토비 코노하마루 役
- 정승욱 - 휴우가 히야시 役
- 정혜옥 - 휴우가 하나비 / 카자마츠리 모에기 / 아야메 役
- 류승곤 - 토네리 役
- 송준석 - 카게마사 / 곤고로 役
- 정훈석 - 오오츠츠키 모모시키 役
- 한복현 - 오오츠츠키 킨시키 役
- 박성태 - 야마나카 사이 役
- 이계윤 - 야마나카 이노 役
- 장호비 - 타누키 役
- 이정구 - 오로치마루 役
- 이호산 - 호즈키 스이게츠 役
- 김승준 - 하타케 카카시 役
- 이자명 - 시즈네 / 주인장 役
- 현경수 - 키바 / 감독 役
- 시영준 - 가이 役
- 김영찬 - 카타스케 役
- 김보영 - 카루이 役
- 이원찬 - 신 役
- 박리나 - 소년 役
- 임채헌 - 쥬고 役
- 최준영 - 야마토 役
- 김장 - 카부토 役
- 김현심 - 나라 테마리 / 카린 役
- 김현욱 - 카라타치 카구라 役
- 전승화 - 시즈마 役
- 양정화 - 테루미 메이 役
- 김국진 - 이치로우타 役
- 김현지 - 분탄 役
- 강시현 - 헤비이치고 役
- 최재호 - 스케아 役
- 전해리 - 키리 役
- 윤용식 - 마츠바 役
- 박노식 - 히다리 役
- 권창욱 - 아시마루 役
- 곽윤상 - 이오리 役
- 이상범 - 토후 / 겟코 役
- 정영웅 - 코우타로 役
- 방연지 - 스이카 / 어린 료우기 役
- 이경태 - 료우기 役
- 여윤미 - 쿠로츠치 役
- 김래환 - 가아라 役
- 최승훈 - 신키 役
- 이장원 - 킬러비 役
- 민응식 - 쿠라마(구미) 役
- 홍범기 - 록 리 役
- 한신정 - 텐텐 役
- 김명준 - 쵸주로 / 시험관 役
- 김정훈 - 다루이 / 광고 / 쿄호 / 우돈 / 오코 役
- 강하민 - 오오츠츠키 잇시키, 오오츠츠키 우라시카, 오오츠츠키 보루토, 오오츠츠키 카와키

## 제작진
- 책임 프로듀서: 강헌주, 신길주
- 제작: 김영욱
- 콘텐츠 편성: 남궁진아, 이민순, 이세영, 조승연, 문다솜, 류조은, 진지헤, 김진선, 박도은, 심소영
- 브랜드 디자인: 김희정, 안희련, 강은희, 차주현, 김혜수, 황예진, 김선화, 류제인수정
- 콘텐츠 제작: 김진아, 김이경, 박용진, 조승희, 류정혜, 김율, 정송이, 이우열, 이계훈, 장지열
- 판권 사업: 성수희, 김민지, 신찬양, 구희준, 임이레, 황정현
- 디지털 사업: 윤여민, 이선희, 이예라, 정다영
- 일본 사업: 박준형, 김보석, 이강희, 손영은, 김택상, 김아람, 이재희, 서심지, 김진희, 박형준
- 사업관리: 박현일, 김호영, 안정란, 유지원, 이소정, 이혜준, 이미소, 송은석, 이원용
- 화면수정: 서선지, 엄지현, 김수지
- 녹음/믹싱: 이성주
- 종합편집: 송찬미
- 번역: 이지영
- 연출: 유선주
- 외주 제작: 투니버스

## 방영 목록
| 회차 | 제목                        | 방송 일자       |
| ---- | --------------------------- | --------------- |
| 1화  | 우즈마키 보루토!!           | 2019년 2월 11일 |
| 2화  | 호카게의 아들…!             | 2019년 2월 11일 |
| 3화  | 폭주! 메탈 리!              | 2019년 2월 12일 |
| 4화  | 남자 vs 여자 인술 대결!     | 2019년 2월 12일 |
| 5화  | 수수께끼의 전학생…!         | 2019년 2월 18일 |
| 6화  | 마지막 수업…!               | 2019년 2월 18일 |
| 7화  | 사랑과 감자칩…!             | 2019년 2월 19일 |
| 8화  | 꿈의 계시                   | 2019년 2월 19일 |
| 9화  | 자신의 증명                 | 2019년 2월 25일 |
| 10화 | 고스트 사건, 수사 시작!!    | 2019년 2월 25일 |
| 11화 | 흑막의 그림자               | 2019년 2월 26일 |
| 12화 | 보루토와 미츠키             | 2019년 2월 26일 |
| 13화 | 마수, 나타나다…!            | 2019년 3월 4일  |
| 14화 | 보루토에게 보이는 길        | 2019년 3월 4일  |
| 15화 | 새로운 길                   | 2019년 3월 5일  |
| 16화 | 낙제 위기                   | 2019년 3월 5일  |
| 17화 | 사라다, 달리다!!            | 2019년 3월 11일 |
| 18화 | 우즈마키 일가의 하루        | 2019년 3월 11일 |
| 19화 | 우치하 사라다               | 2019년 3월 12일 |
| 20화 | 사륜안의 소년               | 2019년 3월 12일 |
| 21화 | 사스케와 사라다             | 2019년 3월 18일 |
| 22화 | 이어진 마음                 | 2019년 3월 18일 |
| 23화 | 마음의 형태                 | 2019년 3월 19일 |
| 24화 | 보루토와 사라다             | 2019년 3월 19일 |
| 25화 | 파란만장 수학여행!!         | 2019년 3월 25일 |
| 26화 | 미즈카게의 후계자           | 2019년 3월 25일 |
| 27화 | 우정의 닌자 바우트          | 2019년 3월 26일 |
| 28화 | 선전 포고                   | 2019년 3월 26일 |
| 29화 | 신 닌자도 7인방!!           | 2019년 4월 1일  |
| 30화 | 사륜안 VS 뇌도키바          | 2019년 4월 1일  |
| 31화 | 보루토와 카구라             | 2019년 4월 2일  |
| 32화 | 선물 퀘스트                 | 2019년 4월 2일  |
| 33화 | 슬럼프!! 초수위화           | 2019년 4월 8일  |
| 34화 | 별이 쏟아지는 밤            | 2019년 4월 8일  |
| 35화 | 학부모 면담…!!              | 2019년 4월 9일  |
| 36화 | 졸업시험, 시작!!            | 2019년 4월 9일  |
| 37화 | 닌자의 각오                 | 2019년 4월 15일 |
| 38화 | 3인 1조, 결성…?             | 2019년 4월 15일 |
| 39화 | 보름달이 비추는 길          | 2019년 4월 16일 |
| 40화 | 제7조·첫 임무!!             | 2019년 4월 16일 |
| 41화 | 결속의 힘                   | 2019년 4월 22일 |
| 42화 | 닌자의 일                   | 2019년 4월 22일 |
| 43화 | 백야단, 나타나다!!          | 2019년 4월 23일 |
| 44화 | 시카다이의 갈등             | 2019년 4월 23일 |
| 45화 | 눈 오는 날의 기억           | 2019년 4월 29일 |
| 46화 | 결행!! 극야 작전            | 2019년 4월 29일 |
| 47화 | 되고 싶은 모습              | 2019년 4월 30일 |
| 48화 | 하급 닌자 다큐멘터리!!      | 2019년 4월 30일 |
| 49화 | 와사비와 나미다             | 2019년 5월 6일  |
| 50화 | 중급닌자 선발시험 추천 회의 | 2019년 5월 6일  |
| 51화 | 보루토의 생일               | 2019년 5월 7일  |
| 52화 | 사스케의 흔적               | 2019년 5월 7일  |